# Lingam

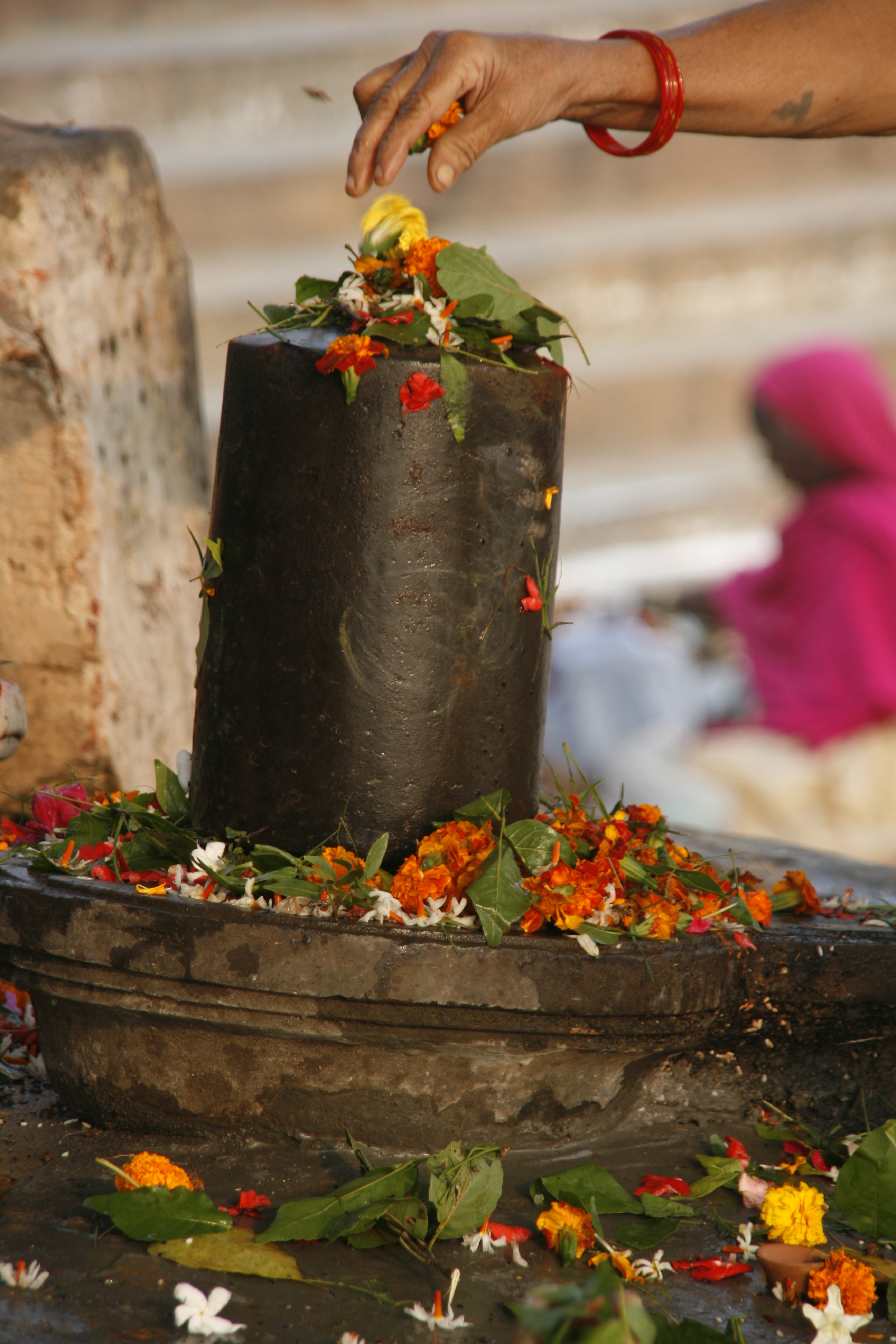
Ofrenda tradicional de flores ante un Lingam, en Benarés (India).

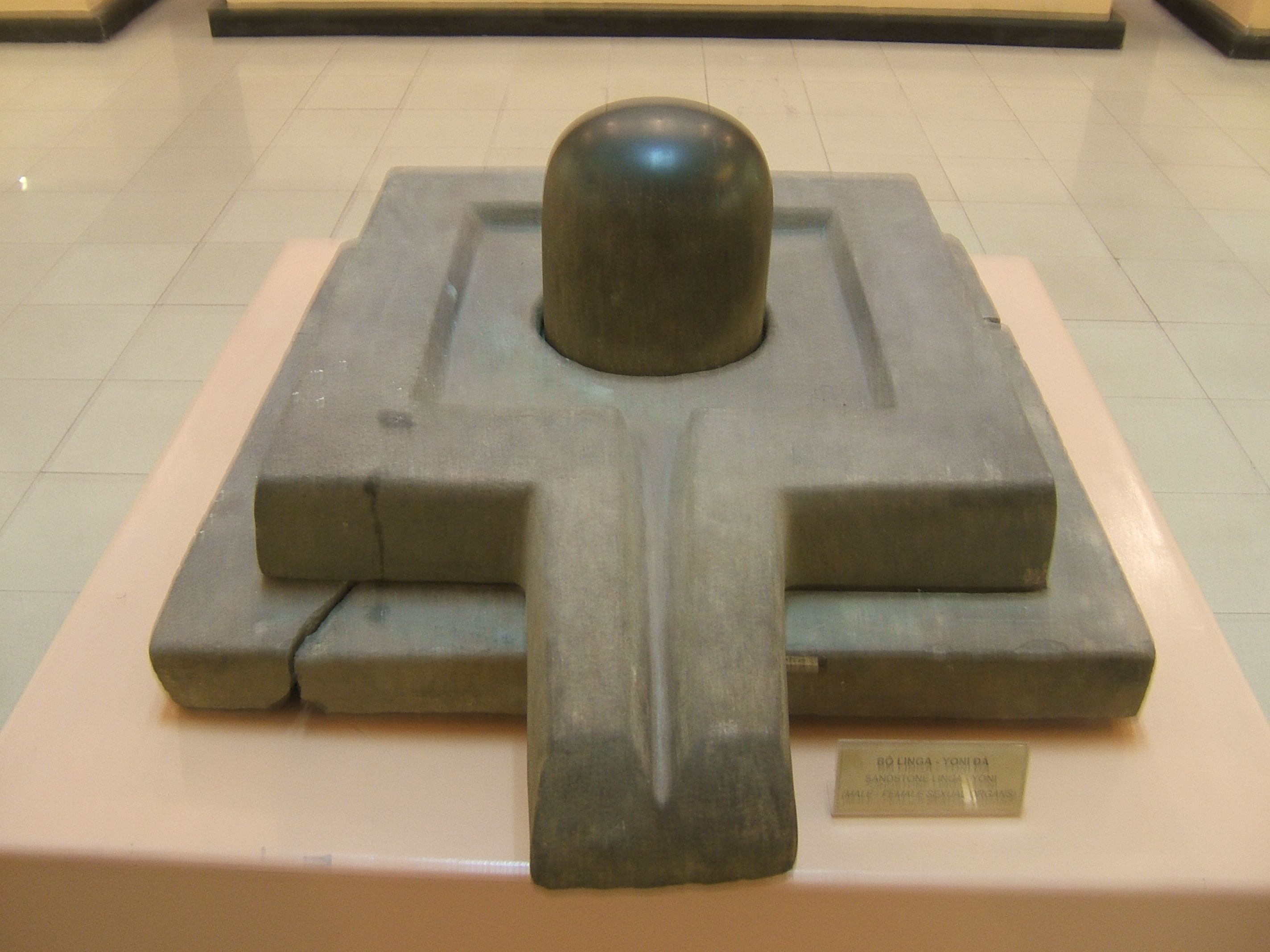
Un linga-yoni en el santuario Cat Tien, en la provincia de Lam Dong (Vietnam).

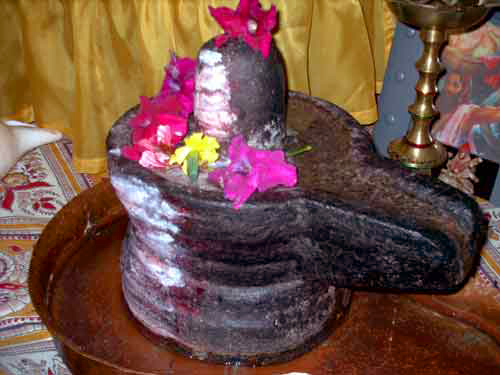
Otra combinación de un ioni conteniendo un linga; se le ha realizado una adoración (con flores, ofrenda de lámparas, incienso, agua).

En el marco de la religión hinduista, un lingam (sánscrito: लिङ्ग literalmente «signo, símbolo o marca»), a veces llamado linga o Shiva linga, es una representación simbólica abstracta o anicónica del dios hindú Shiva, en el Shivaísmo. Suele ser el murti o imagen devocional principal en los templos hindúes dedicados a Shiva, y también se les encuentra en santuarios más pequeños, o como objetos naturales «automanifestados». A menudo se representa dentro de una plataforma en forma de disco, el ioni –su contrapartida femenina, que consiste en un elemento plano, horizontal en comparación con el lingam vertical, y diseñado para permitir que ofrendas líquidas se escurran para ser recogidas. Juntos simbolizan la fusión del microcosmos y el macrocosmos, el eterno proceso divino de creación y regeneración, y la unión de lo femenino y lo masculino que recrea toda la existencia.
El significado original de lingam como «signo» se utiliza en el Shvetashvatara Upanishad, que dice «Shiva, el Señor Supremo, no tiene liūga», liuga (en sánscrito: लिऊग) que significa que es trascendental, más allá de cualquier característica y, en concreto, del signo del género. El lingam se considera el «símbolo exterior» de la «Realidad sin forma», la simbolización de la fusión de la «materia primordial» (Prakṛti) con la «conciencia pura» (Púrusha) en un contexto trascendental.
El principio creativo metafórico del lingam-yoni, la unión de lo femenino y lo masculino, el eterno proceso cosmológico de la creación también se representa en la filosofía china del Yin y el Yang, donde etimológica y semánticamente el Yin representa lo femenino, la mitad-unidad de la conciencia y el Yang denota lo masculino, la otra mitad, simbolizando juntos la totalidad o unidad-conciencia en la creación. El lingam se conceptualiza como emblema de poder generativo a la vez que destructivo, sobre todo en las prácticas esotéricas kaula y tantra, así como en las tradiciones shivaista y shaktista del hinduismo.
«Lingam» se encuentra en textos sánscritos, como el Shvetashvatara Upanishad, Sāṃkhya, Vaisheshika y otros textos con el significado de «evidencia, prueba» de Dios y de la existencia de Dios, o de la existencia de Brahman sin forma. La iconografía de los lingam hallada en yacimientos arqueológicos del subcontinente indio y el sudeste asiático incluye cilindros simples dispuestos dentro de un ioni, pilares redondeados mukhalinga con tallas tales como uno o varios mukha (rostros), o representaciones anatómicamente realistas de un falo como en el Gudimallam Lingam. En las tradiciones shivaistas, el lingam se considera una forma de iconografía espiritual..

## Nombre sánscrito
- liṅgaṃ, en el sistema AITS (alfabeto internacional de transliteración sánscrita).
- लिङ्गं , en escritura devánagari del sánscrito.
- Etimología: ‘falo’, pero también ‘marca’, ‘signo’ o ‘inferencia’.

### Nomenclatura
- lingam
- linga
- ling
- shiva-linga
- shivalinga
- shiva-lingam
- shivalingam
- shivlingam
- shivlinga
- shivling
- śivalinga

## Descripción
El origen y la interpretación del lingam es un tema de intenso debate.
El lingam sería un símbolo del falo (más en su sentido de energía masculina que de pene).
El lingam es a menudo representado junto con el ioni, un símbolo de la vulva y de la energía femenina.
La unión de ambos representa «la indivisible unidad en la dualidad de lo masculino y lo femenino, un espacio pasivo y un tiempo activo desde los cuales se origina toda vida».

## Etimología
El término sánscrito linga tiene muchos significados, incluyendo ‘marca’, ‘signo’ o ‘característica’.
Tiene una serie de usos específicos en sánscrito que se derivan de este significado general.

### Según el diccionario de Apte (1890)
El diccionario sánscrito-inglés del sanscritólogo indio Vaman Shivaram Apte (1858-1892) lo define como:
- marca, signo, representación, emblema, insignia, símbolo, marca distintiva, característica.
- marca falsa o irreal, máscara, disfraz, insignia engañosa.
- síntoma, signo de una enfermedad.
- evidencia, prueba, medio de prueba.
- hetu (o ‘medio’ en un silogismo, en lógica).
- signo de género o sexo.
- Sexo.
- «órgano masculino de reproducción» [el pene].
- género (en gramática).
- órgano genital de Śiva adorado en la forma de un falo.
- imagen de un dios, ídolo.
- una de las relaciones o indicaciones que sirven para fijar el significado de una palabra en cualquier pasaje en particular.
- marco sutil, o cuerpo, el original indestructible del cuerpo grosero o visible (en la doctrina vedānta).
- mancha, salpicadura.
- base nominal, forma cruda de un sustantivo.
- pradhāna o prakriti (en la doctrina sankhia).
- efecto o producto (eso que evoluciona desde una causa principal y se convierte en productor).
- inferencia, conclusión.[23]

### Según el diccionario de Monier-Williams (1899)
Según el Sanskrit-English Dictionary del sanscritólogo británico Monier Monier-Williams (1819-1899):
- liṅgaṃ (neutro).
  - aparece como masculino (liṅga) por ejemplo en la Nrisimja-tapaníia-upanishád.
  - aparece como femenino (liṅgī) sólo en el término visnú-linguí.
  - probablemente proviene de √ lag (cf. lakṣa, lakṣaṇa).
  - marca, mancha, signo, símbolo, insignia, emblema, característica (tal-liṅga: ‘que tiene cualquier cosa como marca o signo’).[24]
- cualquier marca o emblema supuesto o falso, disfraz, máscara, disfrazado.[25]
- prueba, evidencia.[26]
- signo de culpa, corpus delicti.[27]
- signo de género o sexo, órgano de la generación.[28]
- órgano masculino o falo (especialmente el de Shiva, adorado en la forma de una columna de piedra o mármol que generalmente surge de un ioni y se encuentra en templos dedicados a Shiva. Originalmente existían 12 lingas principales, de los cuales los más conocidos eran Soma Natha (en Guyarat), Maja Kala (en Ujjayini), Viśweśwara (en Benarés). Actualmente el número de lingas en la India se estima en 30 millones.[29]
- género (en gramática); cf. pum-linga: (‘género masculino’).[30]
- ídolo, imagen de un dios.[31]
- en lógica: viāpia, la marca invariable que demuestra la existencia de algo en un objeto (por ejemplo, en la proposición «hay fuego porque hay humo», el humo es el lingam).[32]
- inferencia, conclusión, la razón (cf. ° Kavya-l).
- en la doctrina vedānta: linga-sharira o linga-deja (‘cuerpo simbólico’).
- cualquier cosa que tiene un origen y que por lo tanto puede ser destruida de nuevo.[33]
- akasha (éter).[34]
- en la doctrina samkhia: prakriti o pradhana, el eterno germen procreativo [del universo].
- viakta (lo manifestado, lo fenoménico).
- prātipadika (la base cruda o raíz sin inflexiones de un sustantivo); abreviado como li.[35]
- en retórica: indicación, palabra que sirve para fijar el sentido de otra palabra; por ejemplo, en el pasaje kupito makara-dhvajaḥ (‘el iracundo que tiene la bandera del cocodrilo’), la palabra kupita (‘enojado’) restringe el significado de makara-dhwaya (‘cualquiera que tiene un cocodrilo por bandera’) para que signifique Kámadeva)[36]
- un orden de estudiantes religiosos.[37]
- síntoma, signo de una enfermedad.[38]

#### Compuestos
- liṅga-pīṭha: el pedestal de un śivalinga.
- Liṅga-purāṇá: nombre de uno de los 18 Purāṇás principales, en el que el dios Shiva, presente en el agní liṅga (pene de fuego), relata la creación del mundo así como una lista de sus propios avataras (encarnaciones) en oposición a los avataras de Visnú.

#### Maneras de referirse al pene
- liṅga (la manera más común de nombrar el pene, por ejemplo en el Kama sutra).
  - liṅga agra: ‘punta del pene’, el glande.
  - liṅga-já: ‘nacido del pene’, pus uretral. Aparece en el Léxiko, del indólogo griego Dimitrios Galanos (1760-1833).
  - liṅga nāśa: ‘destrucción del pene’ o ‘pérdida de características propias de uno’.
  - liṅga shopja: ‘hinchazón del pene’, siendo śopha: ‘inflamación’.
- meḍhra: manera antigua de referirse al pene, aparece en el antiquísimo texto Átharva vedá (I milenio a. C.).
  - nīchámeḍhra: ‘alguien cuyo pene [y testículos] cuelgan muy bajo’ (siendo nīchā: ‘bajo’).
- narāṅga: miembro del varón (siendo nara: ‘varón’, y aṅga: ‘miembro’).
  - que tiene forma humana (siendo nara: ‘ser humano’, y aṅga: ‘cuerpo’).
  - erupción en el rostro.
- piṇḍika: manera inusual de referirse al pene. Aparece en el Linga puraná.
- lalāma--gu: manera chistosa (e intraducible) de referirse al pene. Aparece en el Vayasanei samjitá.
- śépa: manera antigua e inusual de referirse al pene, aparece en el Rig vedá (II milenio a. C.), el Átharva vedá y el Vayasanei samjitá. Después pasó a significar ‘cola’ (como la de un perro, etc.). Según Monier-Williams, shepa provendría de alguna antiquísima palabra protoeuropea que produjo también el latín cippus (base de tronco, pene), que dio origen a la palabra española «cipote» (pene).

Según el filósofo Joseph Schmidt, la palabra lingam está relacionada con la palabra en inglés antiguo slinkan y estas palabras relacionadas en otros idiomas que expresan la contracción y con esa hinchazón mutua a medida que encontramos en babosas o caracoles y así expresan la capacidad de los genitales humanos. También en lenguas eslavas encontramos esta antigua relación de la palabra lingam con expresiones para babosas, por ejemplo, en el sorbio superior šlink o eslovaco slimák. Por lo tanto, en la adoración india de lingam es esta característica esencial de la milagrosidad de los genitales humanos. El lingam original, por lo tanto, tiene este significado, pero la representación india del lingam con yoni es, por supuesto, solo la representación del clítoris, mientras que yoni conserva no cerrado, imperfecto, lo cual es muy inusual en comparación con los otros religiosos más conocidos símbolos.

## Origen del lingam
El antropólogo John Christopher Fuller señala que aunque la mayoría de los ídolos esculpidos (murtis) son antropomórficos, el anicónico shiva lingam es una excepción importante.
Algunos creen que el culto al lingam era una característica de las religiones indígenas de la India.
El lingam representa también el pilar stambha, sin principio ni fin, que sugiere la naturaleza infinita de Shiva.
Existe un himno en el Átharva vedá (I milenio a. C.) que alaba a una columna sagrada (iūpa-stambha, siendo yūpa: poste al que se ataba la bestia que iba a ser sacrificada al fuego, y stambha: ‘columna’). Este podría ser un posible origen del culto al lingam.
Algunos asocian el shiva linga con este yupa-stambha, el poste de sacrificio. En ese himno se encuentra una descripción del stambha sin principio ni fin, y se explica que dicho stambha está puesto en lugar del eterno Brahman.
Después, el fuego del iagñá (‘sacrificio [védico]’), el humo, las cenizas y las llamas, la planta de soma y el buey que se utiliza para llevar en la espalda la leña para el sacrificio dio lugar a las concepciones de la luminosidad del cuerpo de Shiva, el color leonado de su cabello enmarañado, su garganta azul, montado sobre su toro.
Con el tiempo, este iupa-stambha podría haber dado lugar al shiva linga.
En el Linga puraná el mismo himno se amplía en forma de cuentos, destinados a establecer la gloria del gran stambha y la naturaleza suprema de Mahadeva (‘el gran dios’, Shiva).